# Kernwaffen in Deutschland
Kernwaffen in Deutschland lagern seit dem Kalten Krieg in Sondermunitions- bzw. Sonderwaffenlagern. Ihr Einsatz war im Westen durch die Bundeswehr im Rahmen der nuklearen Teilhabe und anderer NATO-Streitkräfte im Verteidigungsfall und im Osten durch die Gruppe der Sowjetischen Streitkräfte in Deutschland vorgesehen.
Deutschland hat den Atomwaffensperrvertrag unterzeichnet. Historiker schätzen, dass allein die Vereinigten Staaten zeitweise mehr als 5000 Kernwaffen in der Bundesrepublik lagerten. Hinzu kamen Kernwaffen des Vereinigten Königreichs.
Die Bundeswehr stellt heute Trägerflugzeuge für amerikanische Kernwaffen, die im Verteidigungsfall durch deutsche Piloten zum Ziel geflogen werden. Derzeit ist dies das Kampfflugzeug Tornado des Taktischen Luftwaffengeschwaders 33 auf dem Fliegerhorst Büchel für die B61-Wasserstoffbombe, in der Vergangenheit auch Raketen und Haubitzen von Luftwaffe und Artillerie.
Die Vereinigung der Amerikanischen Wissenschaftler (FAS) äußerte in ihrem jährlichen Bericht zum Stand der Atomaren Bewaffnung der US-Streitkräfte von 2025 die Vermutung, dass ungefähr 100 Kernwaffen B61 der Typen 3 und 4 auf sechs Standorten von NATO-Partnern stationiert sind. Es wird davon ausgegangen, dass davon ungefähr zwanzig Kernwaffen am Standort Büchel deponiert sind.

## Bundesrepublik bis 1990
Die Bundesrepublik hatte sich 1955 im Protokoll Nr. III über die Rüstungskontrolle als Teil der Pariser Verträge verpflichtet, keine Atomwaffen auf ihrem Gebiet herzustellen (BGBl. 1955 II S. 256, 267). Diese Verpflichtung hatte Konrad Adenauer bereits 1954 in der Schlussakte der Londoner Neunmächtekonferenz abgegeben.
1957 führte die Bundesrepublik Gespräche mit Frankreich und Italien über die gemeinsame Entwicklung von Kernwaffen.
Von den Vereinigten Staaten wurden erstmals im Jahr 1953 Geschütze (sogenannte Atomic Annie) mit atomaren Artilleriegeschossen bei der 42nd Field Artillery Group der 7. US-Armee in Westdeutschland stationiert. Als die Öffentlichkeit durch ein Interview mit Bundeskanzler Adenauer am 5. April 1957 von der nuklearen Aufrüstung erfuhr, kam es zum Göttinger Appell. Im Zeitraum bis August 1958 protestierte die Initiative Kampf dem Atomtod gegen Atomwaffen. Am 25. März 1958 billigte der Deutsche Bundestag jedoch mit der Stimmenmehrheit der CDU/CSU-Fraktion die Stationierung. 1960 lagerten 1500 amerikanische Atomsprengköpfe in der Bundesrepublik und weitere 1500 im übrigen Westeuropa.
Zum stationierten Arsenal in Deutschland zählten nukleare Fliegerbomben, Gefechtsköpfe für Raketen, sowie Artilleriegeschosse und Minen. Anfangs, etwa ab 1957, setzte man auf den Marschflugkörper Matador. Zu den Typen der Kurzstreckenraketen zählten Honest John im Zeitraum 1965 und 1977 und Sergeant bis 1982, die von der ballistischen Lance etwa ab 1975 abgelöst wurden. Die Luftverteidigung unterstützten nuklear bestückte Nike Hercules. Auch für die Haubitzen M109 und M110 standen verschieden starke Nuklearsprengköpfe zur Verfügung. Die Atomminen waren tragbar und waren zum Beispiel für die Zerstörung von Autobahnbrücken, Häfen und Güterbahnhöfen gedacht.
Die Kernwaffen standen auch der Bundeswehr für die Ausbildung und Anwendung im Kriegsfall („Verteidigungsfall“) zur Verfügung. Der Abwurf atomarer Bomben wurde auf den Luft-Boden-Schießplätzen Nordhorn- und Siegenburg Range trainiert.
Die Zurverfügungstellung oblag der SASCOM, die 1960 gebildet wurde, und der AWSCOM, gebildet 1959. Die AWSCOM bestand aus der 71st Ordnance Group, die im März 1962 zur 59th Ordnance Group (Ammunition) umbenannt wurde und die Aufgaben ganz ab 1972 übernahm. Ab 1969 war die 567th Engineer Company (ADM) für das sogenannte Zebra-Paket zuständig. 1977 wurde die 59th Ordnance Group in „59th Ordnance Brigade“ umbenannt.
Im Rahmen der nuklearen Teilhabe wurde jedem Korps des Heeres der Bundeswehr ebenso wie den verbündeten europäischen Streitkräften zur Unterstützung eine US-Artillerie-Gruppe (USAAG) zugeordnet:
- Für das I. Korps mit Sitz in Münster und das Niederländische I. Korps mit Sitz in Apeldoorn die 552nd U.S. Army Artillery Group, Mühlenberg-Kaserne, Sögel
- Für das II. Korps mit Sitz in Ulm die 512th U.S. Army Artillery Group, Hauptquartier Prinz-Eugen-Kaserne, Günzburg.
- Für das III. Korps in Koblenz die 557th U.S. Army Artillery Group mit Hauptquartier Aartal-Kaserne Herbornseelbach.[14]
- Für die 6. Panzergrenadierdivision mit Sitz in Neumünster die 294th U.S. Army Artillery Group mit Hauptquartier Briesen-Kaserne in Flensburg,
- Für das I. Britische Korps mit Sitz in Bielefeld und das I. Belgische Korps mit Sitz in Köln-Weiden die 570th U.S. Artillery Group mit Hauptquartier in Simpson Barracks in Münster,
- Für die in der Bundesrepublik Deutschland stationierten Nike-Flugabwehrraketen der Bundeswehr, der Belgischen Streitkräfte und der Niederländischen Streitkräfte die 5th U.S. Army Artillery Group mit Hauptquartier in der belgischen Caserne Cortemarck in Büren,
- Für den NATO-Stab NORTHAG bestand die 514th U.S. Army Artillery Group im Joint Headquarters Rheindahlen in Mönchengladbach,
- Für den NATO-Stab CENTAG bestand die 548th U.S. Army Artillery Group in den Campbell Barracks in Heidelberg,
- Für die Italienischen Streitkräfte bestand die 559th U.S. Army Artillery Group mit Hauptquartier in Caserma Ederle in Vicenza,
- Für die Griechischen Streitkräfte bestand die 558th U.S. Army Artillery Group mit Hauptquartier in Elefsis,
- Für die Türkischen Streitkräfte bestand die 528th U.S. Army Artillery Group mit Hauptquartier im Cakmakli Headquarters Complex bei Istanbul.

Die deutsche Bundesregierung drängte von 1958 an bei den Alliierten auf die Genehmigung, nuklearenergiegetriebene U-Boote einsetzen zu dürfen. Die Ambitionen wurden unter anderem von Verteidigungsminister Franz Josef Strauß und Außenminister Heinrich von Brentano vertreten. Im erweiterten Brüsseler Vertrag vom 17. März 1948, dem die Bundesrepublik Deutschland 1954 beigetreten war, waren die Herstellungsverzichte festgehalten. Das Anliegen blieb verwehrt. Es blieb bei der 1962 in Auftrag gegebenen nuklearenergiegetriebenen „Otto Hahn“ für Testzwecke unter dem Kommando des ehemaligen U-Boot-Kapitäns Heinrich Lehmann-Willenbrock.
Zwischen 1967 und Oktober 1983 wuchs die deutsche und europäische Friedensbewegung an, was in vielen Kundgebungen Ausdruck fand. Der Stationierung der Pershing II und Marschflugkörpern (BGM-109 Tomahawk) wurde jedoch am 22. November 1983 vom Deutschen Bundestag mit 286 zu 255 Stimmen zugestimmt. Sie wurde wenige Tage später umgesetzt. Stationiert wurden 108 Pershings; die Bundesregierung verlangte zwischen 1981 und 1984 eine Zusage der Vereinigten Staaten, dass es bei dieser Grenze bleibe.
Bereits am 16. November 1983 hatten die Grünen sich an das Bundesverfassungsgericht gewandt, um in einem Organstreitverfahren gegen die Bundesregierung Lagerung und Einsatz von Atomraketen auf dem Gebiet der Bundesrepublik zu verhindern. Der zulässige Antrag wurde im Dezember 1984 als unbegründet zurückgewiesen (BVerfG, 2 BvE 13/83 – Urteil vom 18. Dezember 1984).
Michail Gorbatschow und Ronald Reagan unterzeichneten am 8. Dezember 1987 beim Gipfeltreffen in Washington den INF-Vertrag zum Abbau aller amerikanischen und sowjetischen Mittelstreckenraketen binnen drei Jahren in Europa.

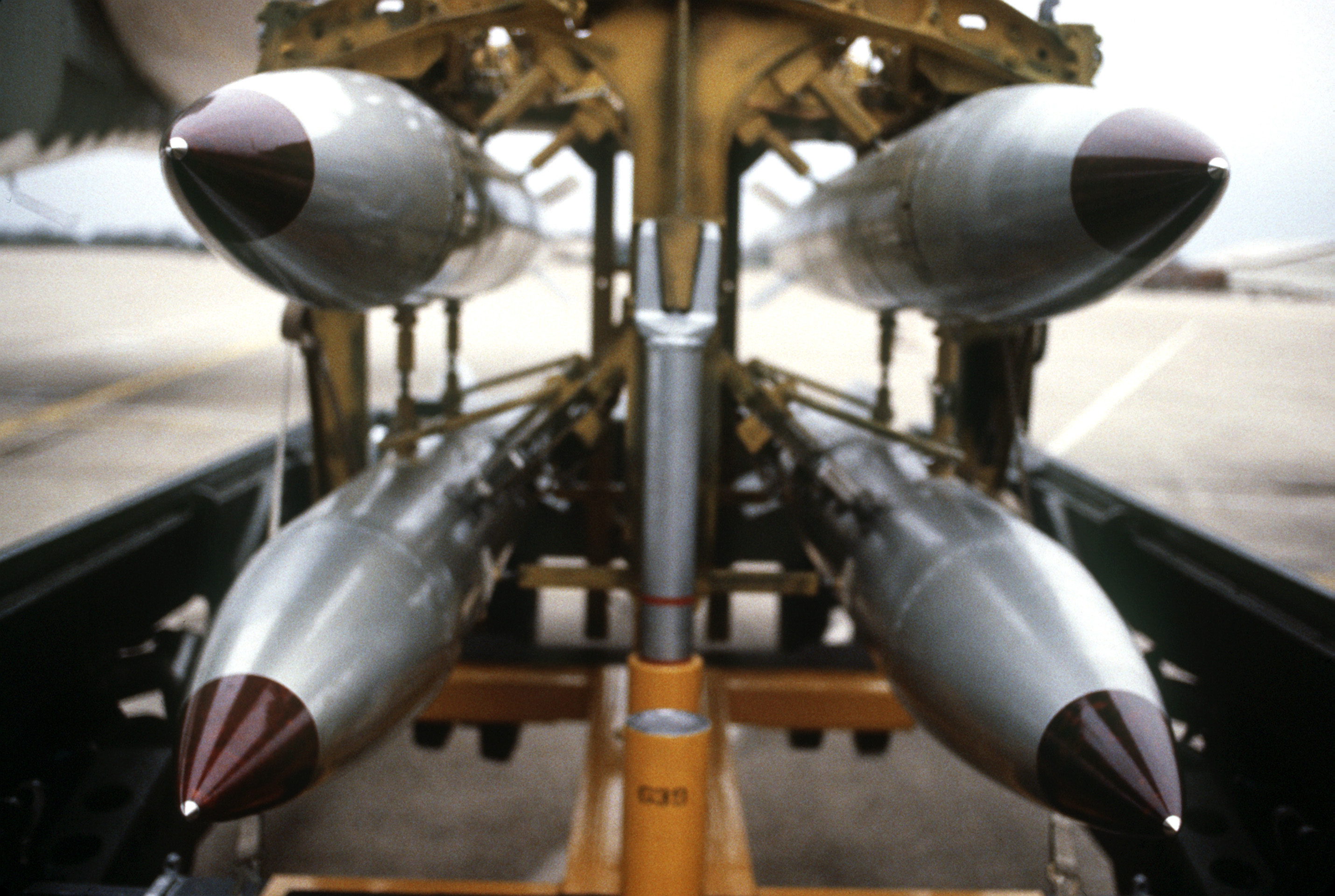
Nukleare B61-Freifallbomben der USAF (Attrappen)
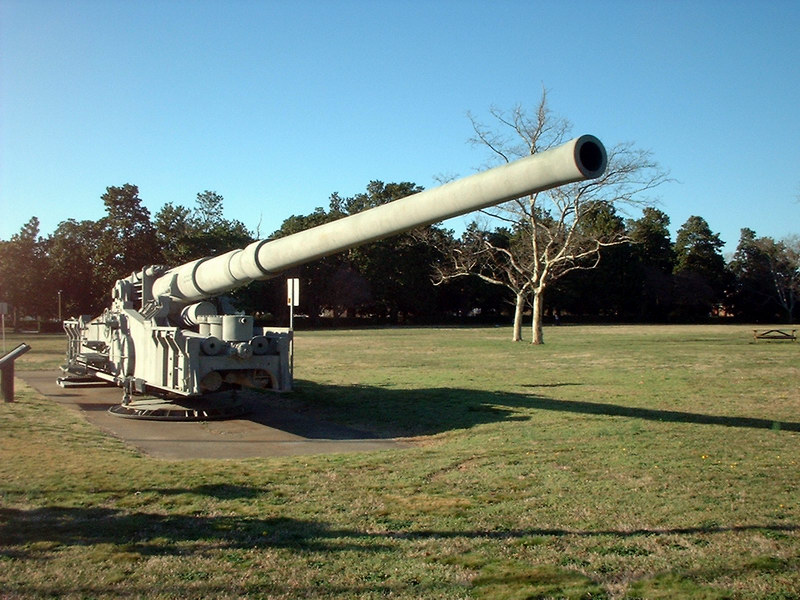
Atomic Annie (M65)
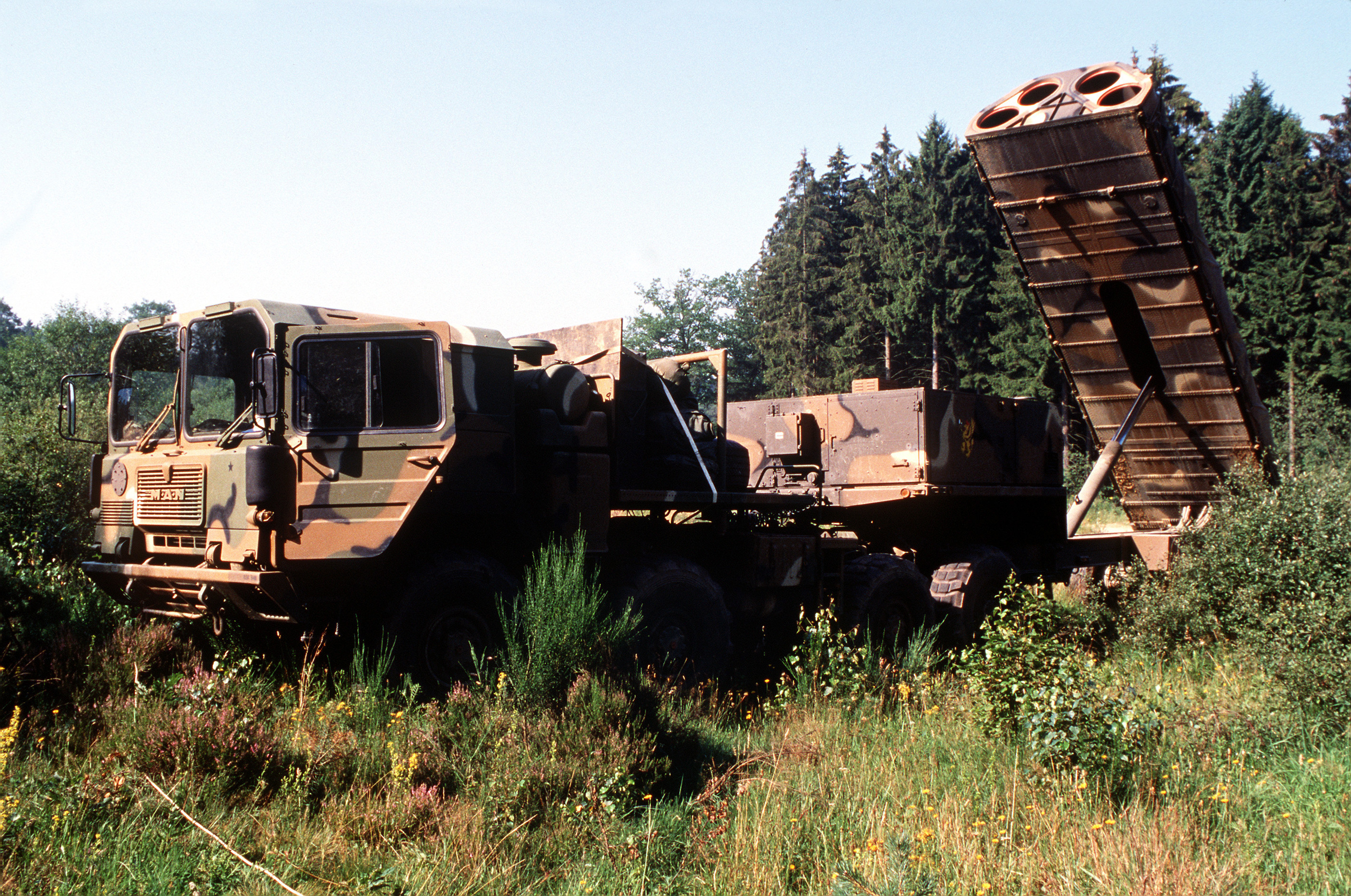
BGM-109G Gryphon
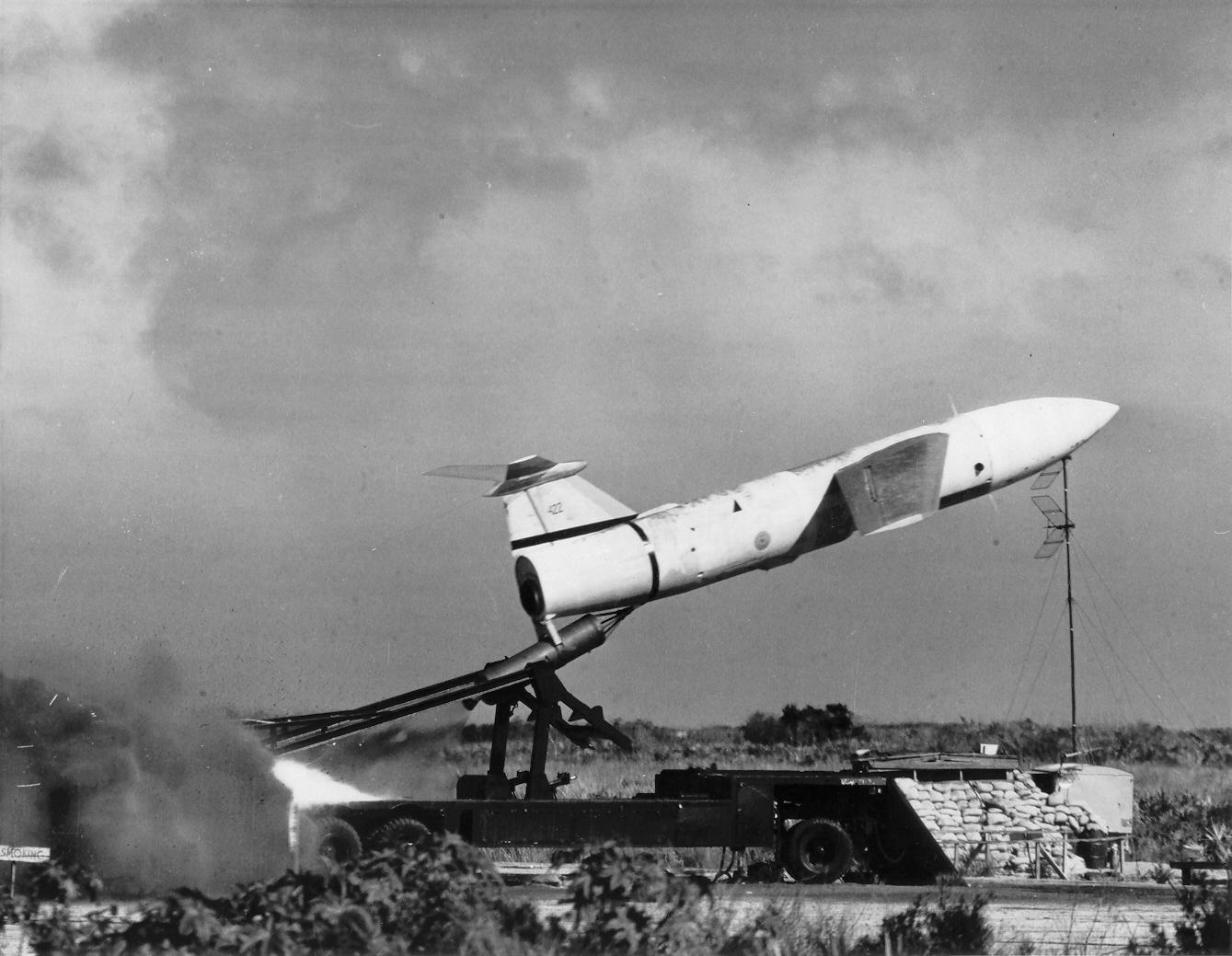
MGM-1 Matador
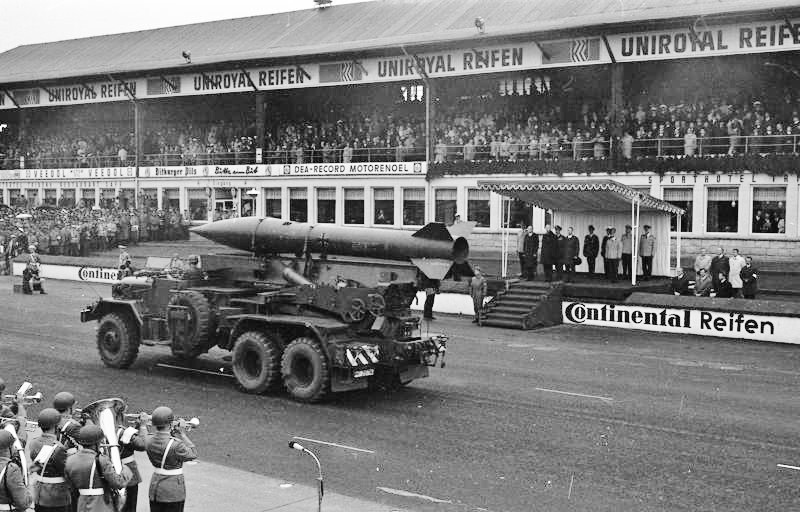
MGR-1 Honest John
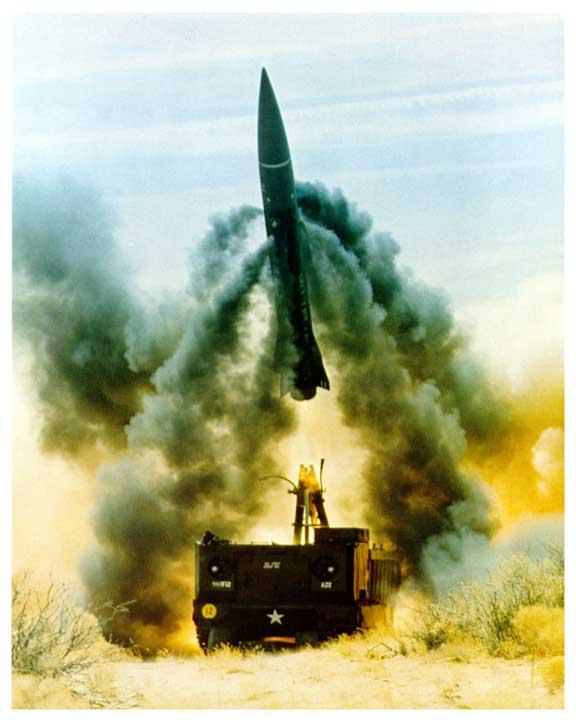
MGM-52 Lance

### Standorte
Während des Höhepunkts der atomaren Aufrüstung Mitte der 1980er Jahre lagerten 7300 US-Atomwaffen in Europa. Dazu kamen weitere Atomsprengköpfe aus Großbritannien und Frankreich. Sie waren in mehr als 130 speziellen Depots in Westdeutschland untergebracht.
Die Lager für die Sprengköpfe wurden als Sondermunitionslager bezeichnet. Raketenbasen dienten der Stationierung und der Stützpunkte von mobilen Raketenabschussrampen.
Kernwaffen wurden unter anderem an folgenden Standorten in Westdeutschland gelagert (Auswahl):

#### Baden-Württemberg
| Bezeichnung                                         | Landkreis             | von  | bis  | Waffen |
| --------------------------------------------------- | --------------------- | ---- | ---- | --- |
| Artilleriekaserne Neckarsulm (46th Artillery Group) | Landkreis Heilbronn   | 1959 |      | Redstone (mobile Abschussbasen), ab 1964 Pershing                                                                                                 |
| Nike-Feuerstellung Kleingartach                     | Landkreis Heilbronn   | 1959 | 1977 | Nike Hercules, später Pershing IA |
| Flughafen Lahr                                      | Ortenaukreis          | 1961 | 1966 | F-100D in der nuklearen „Strike“-Rolle |
| Sondermunitionslager Siegelsbach                    | Landkreis Heilbronn   | ?    | 1992 | Nuklearsprengköpfe für Honest John, später Pershing II, Atomgeschosse für Panzerhaubitzen Eines der zehn Hauptlager von Atomwaffen in Deutschland |
| Sondermunitionslager Golf                           | Landkreis Reutlingen  | 1965 | 1991 | Nukleargefechtsköpfe W52, später W70 |
| Fort Black Jack                                     | Landkreis Sigmaringen | 1969 | 1983 | Pershing IA |
| Munitionslager Mottschieß                           | Landkreis Sigmaringen | 1969 | ?    | |
| Waldheide                                           | Heilbronn             | 1977 | 1990 | Pershing IA, später Pershing II |
| Mutlanger Heide                                     | Ostalbkreis           | 1983 | 1990 | Pershing II |
| Nike-Feuerstellung Dallau                           |                       |      |      | [ 23 ] |

#### Bayern
| Bezeichnung                               | Landkreis                   | von  | bis  | Waffen |
| ----------------------------------------- | --------------------------- | ---- | ---- | --- |
| Lehmgrube                                 | Landkreis Neu-Ulm           | 1969 | ?    | Pershing IA, später Pershing II |
| Sondermunitionslager Hemau                | Landkreis Regensburg        |      |      | |
| Bereitschaftsstellung Görisried-Ochsenhof | Landkreis Ostallgäu         | 1976 | 1986 | |
| Flughafen Memmingen                       | Memmingen                   |      |      | 55× Nukleare Fliegerbomben Typ B61 (4× in QRA-Bereitschaft)                                                                                      |
| Sondermunitionslager Landsberg-Leeder     | Landkreis Landsberg am Lech |      |      | |
| Fliegerhorst Lechfeld                     | Landkreis Augsburg          |      |      | Pershing |
| Sondermunitionslager Riedheim             | Landkreis Günzburg          |      |      | Nuklearsprengköpfe für Kurzstreckenrakete Honest John, Atomgeschosse für Panzerhaubitzen Eines der zehn Hauptlager von Atomwaffen in Deutschland |

#### Hessen
| Bezeichnung                                              | Landkreis                   | von    | bis    | Waffen |
| -------------------------------------------------------- | --------------------------- | ------ | ------ | --- |
| Sondermunitionslager Treysa                              | Schwalm-Eder-Kreis          | 1962   | 1992   | Atomgefechtsköpfe, atomare Artilleriegeschosse                                                                |
| Nike-Feuerstellung Albach 1. Batterie des FlaRakBtl 23   | Landkreis Gießen            | 1964   | 1987   | Nike-Hercules Raketen mit Nuklearsprengköpfen (2–40 kt)                                                       |
| Sondermunitionslager Alten-Buseck                        | Landkreis Gießen            | 1960er | 1980er | Atomare Munition der 5. Panzerdivision für die Waffensysteme Honest John, PzHaubitze M109 und M110            |
| Sondermunitionslager Gießen US Site #4                   | Landkreis Gießen            | 1974   | 1988   | Nukleargefechtsköpfe W70 für Kurzstreckenrakete Lance (vor Ort)                                               |
| Sondermunitionslager Bellersdorf                         | Lahn-Dill-Kreis             | 1965   | 1992   | Nukleargefechtsköpfe W70 für Kurzstreckenrakete Lance Eines der zehn Hauptlager von Atomwaffen in Deutschland |
| Nike-Feuerstellung Kemel 3. Batterie des FlaRakBtl 23    | Rheingau-Taunus-Kreis       | 1964   | 1987   | Nike Hercules Raketen mit Nuklearsprengköpfen (2–40 kt)                                                       |
| Nike-Feuerstellung Schöneck 2. Batterie des FlaRakBtl 23 | Main-Kinzig-Kreis           | 1964   | 1987   | Nike Hercules Raketen mit Nuklearsprengköpfen (2–40 kt)                                                       |
| Sondermunitionslager Hanau-Erlensee US Site #5           | Main-Kinzig-Kreis           | 1960er | 1986   | Atommunition, Atomsprengköpfe                                                                                 |
| Sondermunitionslager Eschborn                            | Main-Taunus-Kreis           | 1969   | 1984   | Atomminen |
| Sondermunitionslager Münster-Dieburg                     | Landkreis Darmstadt-Dieburg | 1960er | 1980er | Atommunition, Atomminen, Atomsprengköpfe Eines der zehn Hauptlager von Atomwaffen in Deutschland              |
| August-Euler-Flugplatz Griesheim                         | Darmstadt                   | 1961   | 1970   | Nike Hercules                                                                                                 |

#### Niedersachsen
| Bezeichnung                    | Landkreis                | von  | bis  | Waffen |
| ------------------------------ | ------------------------ | ---- | ---- | --- |
| Sondermunitionslager Lahn      | Landkreis Emsland        |      |      | Zentrales Lager SACEUR für Atomsprengköpfe W70, W50, W52 (bis max. 400 kt) Eines der zehn Hauptlager von Atomwaffen in Deutschland |
| Sondermunitionslager Diensthop | Landkreis Verden         |      |      | Atomsprengköpfe für Raketenartillerie, Artilleriegeschosse                                                                         |
| Sondermunitionslager Liebenau  | Landkreis Nienburg/Weser |      |      | |
| Sondermunitionslager Dünsen    | Landkreis Oldenburg      |      |      | |
| 3. Batt./FlaRakBtl. 25         | Kreis Diepholz           | 1961 | 1988 | Nike Hercules-Raketen |

#### Nordrhein-Westfalen
| Bezeichnung                                | Landkreis          | von  | bis  | Waffen |
| ------------------------------------------ | ------------------ | ---- | ---- | --- |
| Raketenstation Hombroich                   | Rhein-Kreis Neuss  | ?    | 1988 | Nike, Pershing |
| Sondermunitionslager Wesel-Diersfordt      | Kreis Wesel        |      |      | Nukleargefechtsköpfe für Kurzstreckenraketen Sergeant, später Lance                                                                                                 |
| Sondermunitionslager Dortmund              | Dortmund           |      |      | |
| Sondermunitionslager Ostbevern-Schirlheide | Kreis Warendorf    | 1964 | 1991 | Nukleargefechtsköpfe für Kurzstreckenraketen Honest John und Lance sowie Atomgeschosse für Panzerhaubitzen Eines der zehn Hauptlager von Atomwaffen in Deutschland. |
| Sondermunitionslager Werl                  | Kreis Soest        |      |      | |
| Standortübungsplatz Holzwickede-Hengsen    | Kreis Unna         |      |      | |
| Sondermunitionslager Büren                 | Kreis Paderborn    |      |      | Eines der zehn Hauptlager von Atomwaffen in Deutschland |
| Sondermunitionslager Sennelager            | Kreis Paderborn    |      |      | |
| RAF Brüggen                                | Kreis Viersen      |      |      | Britische Atombomben WE.177 |
| Sondermunitionslager Wahner Heide          | Rhein-Sieg-Kreis   | 1960 | 1962 | Gefechtsköpfe 1. Belgisches Korps; Honest John; Artilleriegeschosse 155 mm und 203 mm                                                                               |
| Sondermunitionslager Dülmen-Visbeck        | Kreis Coesfeld     |      | 1991 | Gefechtsköpfe für 2./RakArtLehrBtl 72; Honest John |
| Nike-Feuerstellung Oedingen                | Kreis Olpe         | 1963 | 1987 | zehn Nuklearsprengköpfe mit einer Sprengkraft von 2 bis 40 kt |
| Sondermunitionslager Stilleking            | Märkischer Kreis   | 1960 | 1963 | |
| SAS Arnsberg-Holzen                        | Hochsauerlandkreis |      |      | |
| NATO-Flugplatz Geilenkirchen               | Kreis Heinsberg    |      |      | unter anderem Sprengköpfe für die Pershing I/IA (MGM-31A). |

#### Rheinland-Pfalz
| Bezeichnung                                              | Landkreis                | von  | bis   | Waffen |
| -------------------------------------------------------- | ------------------------ | ---- | ----- | --- |
| McCully Barracks, Wackernheim (40th Artillery Group)     | Landkreis Mainz-Bingen   | 1958 |       | Redstone (mobile Abschussbasen), ab 1964 Pershing                                                                                              |
| Nike-Feuerstellung Obersayn 4. Batterie des FlaRakBtl 23 | Westerwaldkreis          | 1964 | 1987  | Nike Hercules Raketen mit Nuklearsprengköpfen (2–40 kt)                                                                                        |
| Sondermunitionslager Kriegsfeld                          | Donnersbergkreis         |      |       | Gefechtsköpfe für Honest John und Nike, Atomgeschosse für Panzerhaubitzen Eines der zehn Hauptlager von Atomwaffen in Deutschland              |
| Fliegerhorst Büchel                                      | Landkreis Cochem-Zell    | ?    | heute | atomare Fliegerbomben B61 |
| Sondermunitionslager Fischbach                           | Südwestpfalz             |      |       | Gefechtsköpfe W-80 und W-85 für Pershing-II-Raketen, W-33 und W-48 für Panzerhaubitzen Eines der zehn Hauptlager von Atomwaffen in Deutschland |
| Raketenbasis Pydna                                       | Rhein-Hunsrück-Kreis     | 1958 | 1981  | Matador, Nike Hercules |
| Ramstein Air Base                                        | Landkreis Kaiserslautern | ?    | 2005  | vermutlich atomare Fliegerbomben vom Typ B-61-3 und B-61-4                                                                                     |
| Sondermunitionslager Horressen                           | Westerwaldkreis          | 1969 | 1981  | Sprengköpfe für Sergeant, Lance; für das Raketenartilleriebataillon 350                                                                        |

#### Schleswig-Holstein
| Bezeichnung                       | Landkreis                 | von  | bis  | Waffen |
| --------------------------------- | ------------------------- | ---- | ---- | --- |
| Sondermunitionslager Kellinghusen | Kreis Steinburg           | 1963 | 1992 | Atomsprengköpfe für Raketenartillerie, atomare Artilleriegeschosse Eines der zehn Hauptlager von Atomwaffen in Deutschland |
| Sondermunitionslager Meyn         | Kreis Schleswig-Flensburg | 1973 | 1993 | Atomsprengköpfe für das Raketenartilleriebataillon 650, atomare Artilleriegeschosse                                        |

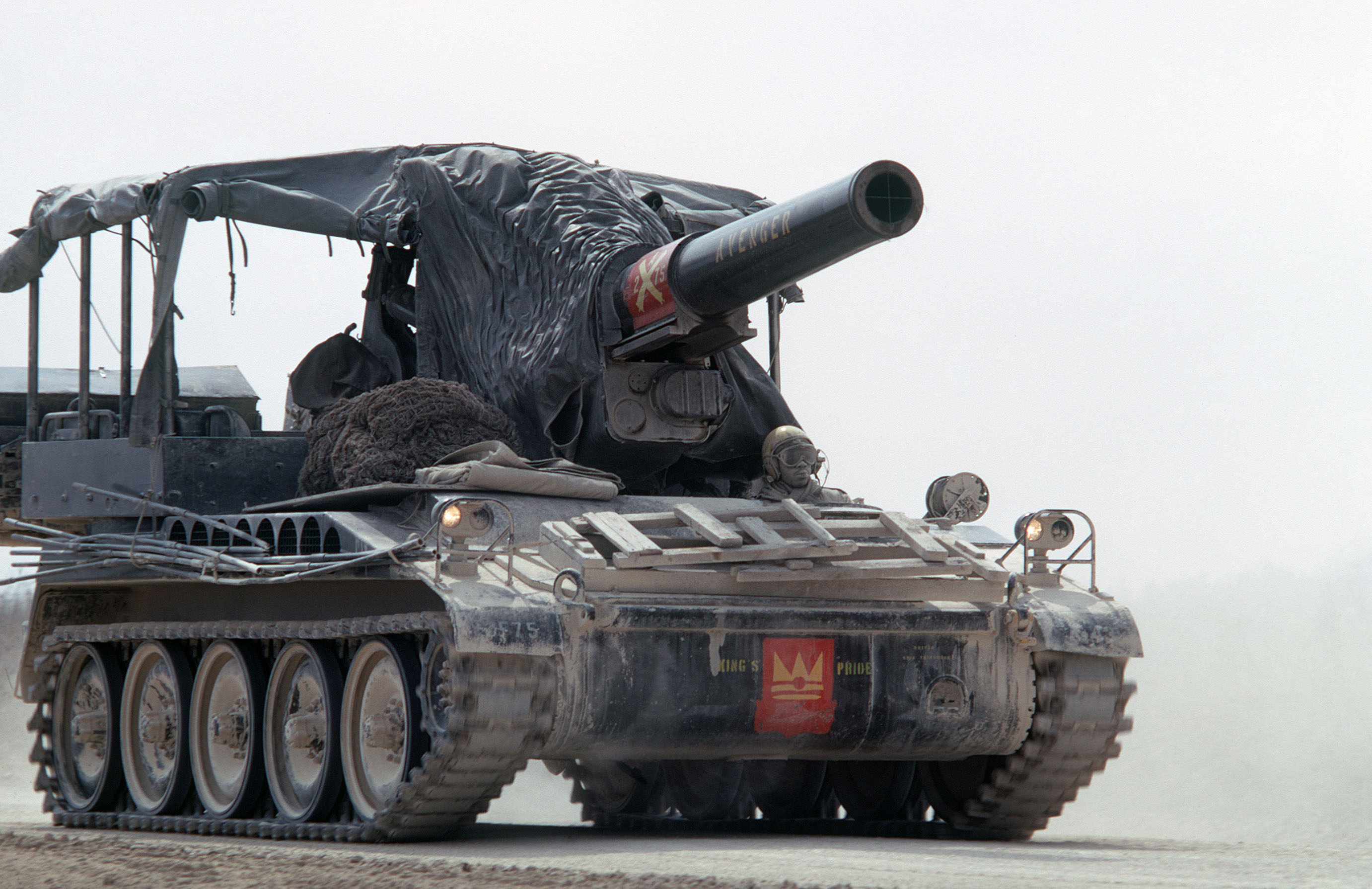
M110 Selbstfahrende Haubitze, Sprengköpfe W-33, W-79
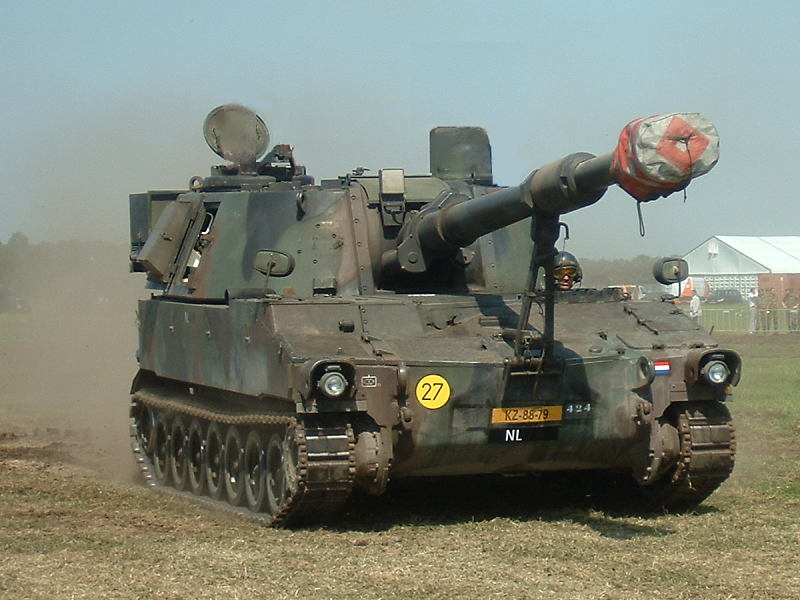
Haubitze M109, Sprengkopf W-48
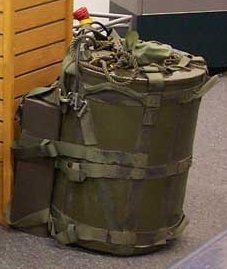
Atommine, Sprengkopf W-54
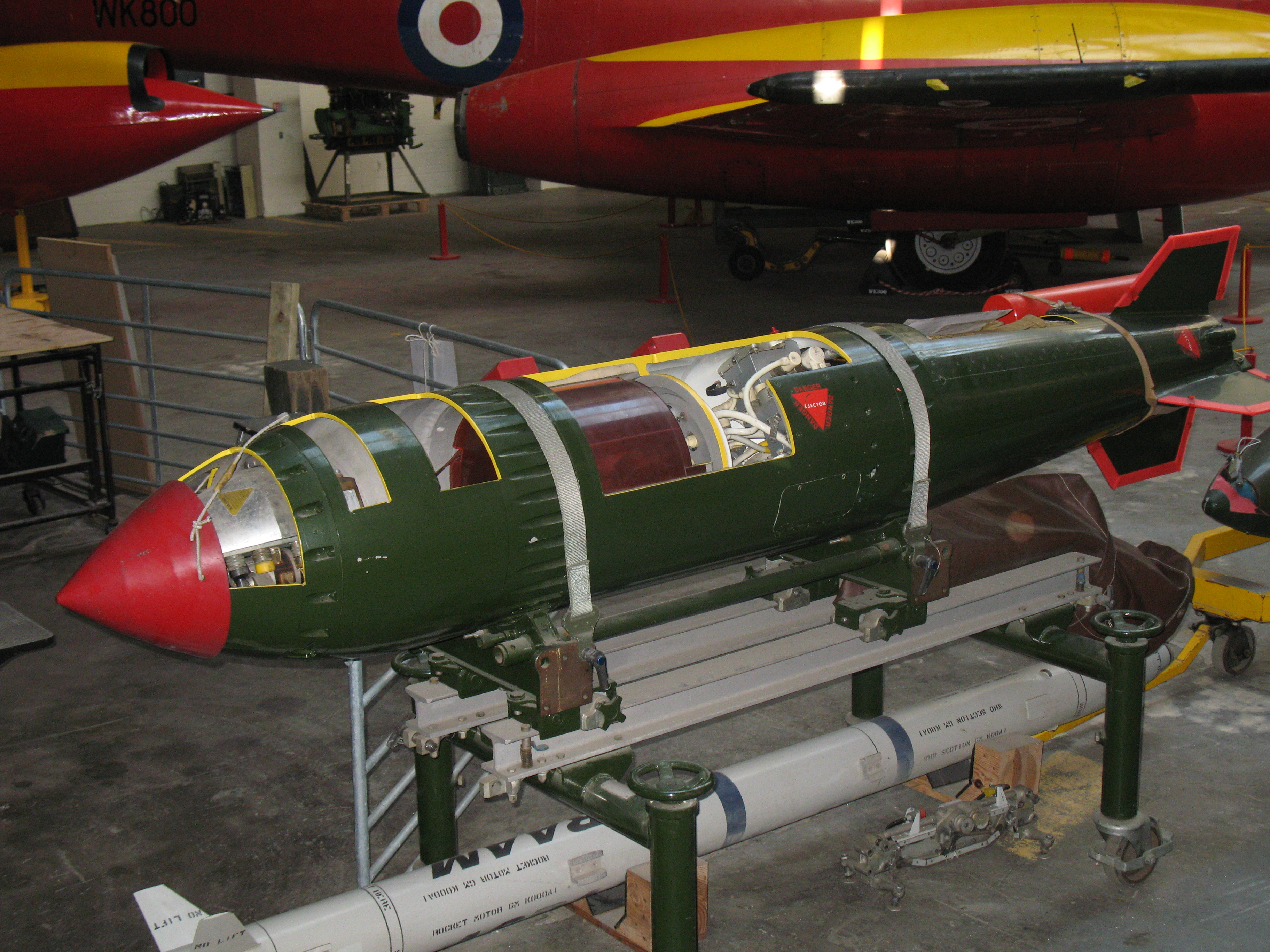
Nuklearbombe WE.177
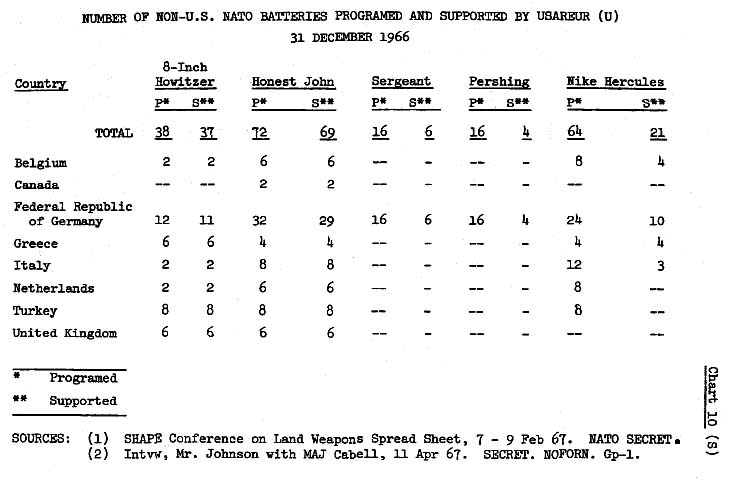
Übersicht über die von den USA nuklear ausgestatteten NATO-Partner, 1966

### Zwischenfälle
Beim Umgang mit den Waffen kam es zu einer Reihe von Unfällen und Zwischenfällen.
| Datum              | Ort                                     | Beschreibung |
| ------------------ | --------------------------------------- | --- |
| 22. Februar 1970   | Böttingen                               | Der Atomwaffensprengkopf einer Pershing-Rakete fällt bei Wartungsarbeiten auf den Boden.                                                       |
| 2. November 1974   | Weeze-Laarbruch                         | Eine Atombombe vom Typ WE 177 fällt beim Verladen in ein Flugzeug herunter.                                                                    |
| 28. November 1977  | Westdeutschland, ohne nähere Ortsangabe | Ein mit Nuklearsprengkörpern beladener Hubschrauber des Typs Boeing CH-47 Chinook stürzt ab.                                                   |
| 24. Februar 1981   | Sechselberg                             | Infolge eines Motorbrands verbrennt der Festtreibstoff der beiden Raketenstufen der transportierten Pershing-IA.                               |
| 1. November 1982   | Schwäbisch Gmünd                        | Ein Sattelschlepper mit einer Pershing kommt wegen Bremsversagens von der Straße ab.                                                           |
| 2. November 1982   | Waldprechtsweier                        | Karambolagen von drei Sattelschleppern mit Pershing II, 1 Toter.                                                                               |
| 2. Mai 1984        | Brüggen                                 | Ein Container mit einer britischen Atombombe vom Typ WE 177 fällt vom Transportfahrzeug und schlägt auf den Asphalt auf.                       |
| 24. September 1984 | Walkersbacher Tal, Gemarkung Alfdorf    | Ein mit einer Pershing-II-Rakete beladener Sattelschlepper rutscht von einem Waldweg und kippt um, die Rakete bricht in der Mitte auseinander. |
| 11. Januar 1985    | Waldheide                               | Explosion bei Montagearbeiten an der ersten Treibstufe einer Pershing-II-Rakete. 3 Tote, 16 Verletzte.                                         |
| 30. Juni 1986      | Westdeutschland. Ort nicht bekannt.     | Der Sprengkopf einer Pershing-Rakete fällt zu Boden.                                                                                           |
| 5. Mai 1987        | Heilbronn                               | Bei einem Verkehrsunfall fällt eine Pershing-II-Rakete in einen Graben.                                                                        |

### Protestaktionen
Es gab in Deutschland eine Reihe von Veranstaltungen und Protestaktionen der Friedensbewegung, die sich spezifisch gegen Atomwaffen im Allgemeinen und in Deutschland im Besonderen richteten:
| Datum                  | Ort                                                   | Beschreibung |
| ---------------------- | ----------------------------------------------------- | --- |
| 1957 bis 1959          | bundesweit                                            | Unter dem Motto Kampf dem Atomtod werden unterschiedliche Aktionen (Demonstrationen, Unterschriftensammlungen, Streiks) gegen die Ausrüstung der Bundeswehr mit Trägersystemen für Atomwaffen organisiert. |
| Ostern 1960            | Niedersachsen                                         | Der erste Ostermarsch in der Bundesrepublik, ein mehrtägiger Sternmarsch in Niedersachsen, endet in Bergen-Hohne. Er richtet sich „gegen atomare Kampfmittel jeder Art und jeder Nation“ in Ost und West. Anlass waren Pressemeldungen über den Beginn der Erprobung von Honest-John-Atomraketen in der Nähe des ehemaligen KZ Bergen-Belsen. Seither sind die Ostermärsche bis in die Gegenwart zur jährlich wiederkehrenden traditionellen Ausdrucksform der Proteste der deutschen Friedensbewegung geworden. |
| Nov. 1980 bis ca. 1983 | bundesweit                                            | Den Krefelder Appell gegen die Nachrüstung unterzeichneten über vier Millionen Menschen. |
| 10. Okt. 1981          | Bonn                                                  | Etwa 300.000 Teilnehmer demonstrieren auf der Friedensdemonstration 1981 im Bonner Hofgarten gegen die „Nachrüstung“. |
| 10. Juni 1982          | Bonn                                                  | Etwa 400.000 Teilnehmer demonstrieren auf der Friedensdemonstration in Bonn. |
| 1. bis 8. Aug. 1982    | Engstingen-Haid                                       | Erste mehrtägige Sitzblockade eines Atomwaffenlagers in der Bundesrepublik: Im August 1982 wird das Sondermunitionslager Golf für eine ganze Woche von rund 700 Menschen aus dem ganzen Bundesgebiet, aufgeteilt in etwa 60 Bezugsgruppen, rund um die Uhr blockiert. |
| 11. Sep. 1982          | Bochum                                                | Künstler für den Frieden mit etwa 200.000 Teilnehmern. |
| 1. bis 3. Sep. 1983    | Mutlangen/Mutlanger Heide                             | An den drei Tagen um den Antikriegstag 1983 sorgt die sogenannte „Prominentenblockade“ bei Mutlangen vor einem der drei Stationierungsorte der Pershing II-Mittelstreckenraketen in der Bundesrepublik für bundesweites Aufsehen. Sie gilt mit etwa 1.000 Teilnehmern (darunter etwa 150 „prominente“ Persönlichkeiten des öffentlichen Lebens aus Politik, Kultur, Wissenschaft und Kirche) als eine der bekanntesten und größten Blockadeaktionen im Zuge der Bewegung gegen die „Nachrüstung“, und bildete eine Auftaktaktion der zwischen 1983 und 1987 von Mutlangen aus initiierten Kampagne „Ziviler Ungehorsam bis zur Abrüstung“. |
| 22. Okt. 1983          | bundesweit                                            | Bundesweiter Aktionstag gegen die „Nachrüstung“ im Rahmen des sogenannten Heißen Herbstes der Friedensbewegung: An der Menschenkette von Stuttgart nach Neu-Ulm beteiligen sich 200.000 Menschen. Bei der Veranstaltung im Bonner Hofgarten demonstrieren 500.000 Menschen. Bundesweit demonstrieren 1,3 Millionen Menschen. |
| 11. Okt. 1986          | Hasselbach / Bell / Beller Markt / Raketenbasis Pydna | Zur größten Friedensdemonstration im Hunsrück kamen an diesem Tag ca. 200.000 Menschen um gegen die Stationierung von Raketen auf der nahegelegenen Pydna (Raketenbasis) zu demonstrieren. Am Ende der Veranstaltung wurde die sogenannte „Hunsrücker Erklärung“ verlesen, die sich insbesondere für eine Umkehr in der Sicherheitspolitik aussprach. Auf dem angrenzenden Friedensacker stehen noch heute drei mahnende Holzkreuze, stellvertretend für die ursprünglichen 96 Kreuze, eins für jede Rakete. Die gesamte Demonstration verlief sehr friedvoll.                                                                             |

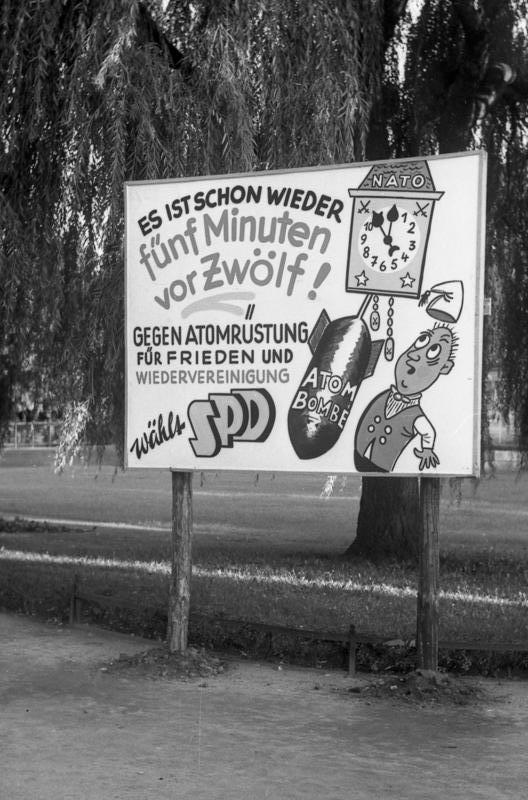
SPD-Plakat zur Bundestagswahl 1957 mit Position gegen Atomwaffen
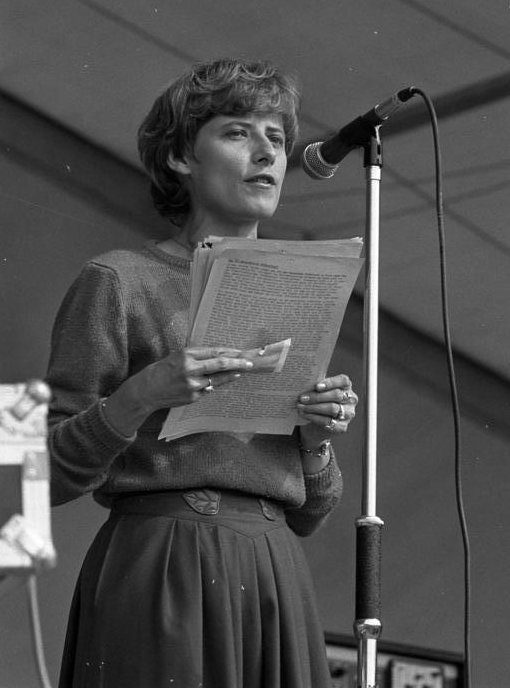
Petra Kelly auf der Veranstaltung Künstler für den Frieden in Bochum 1982
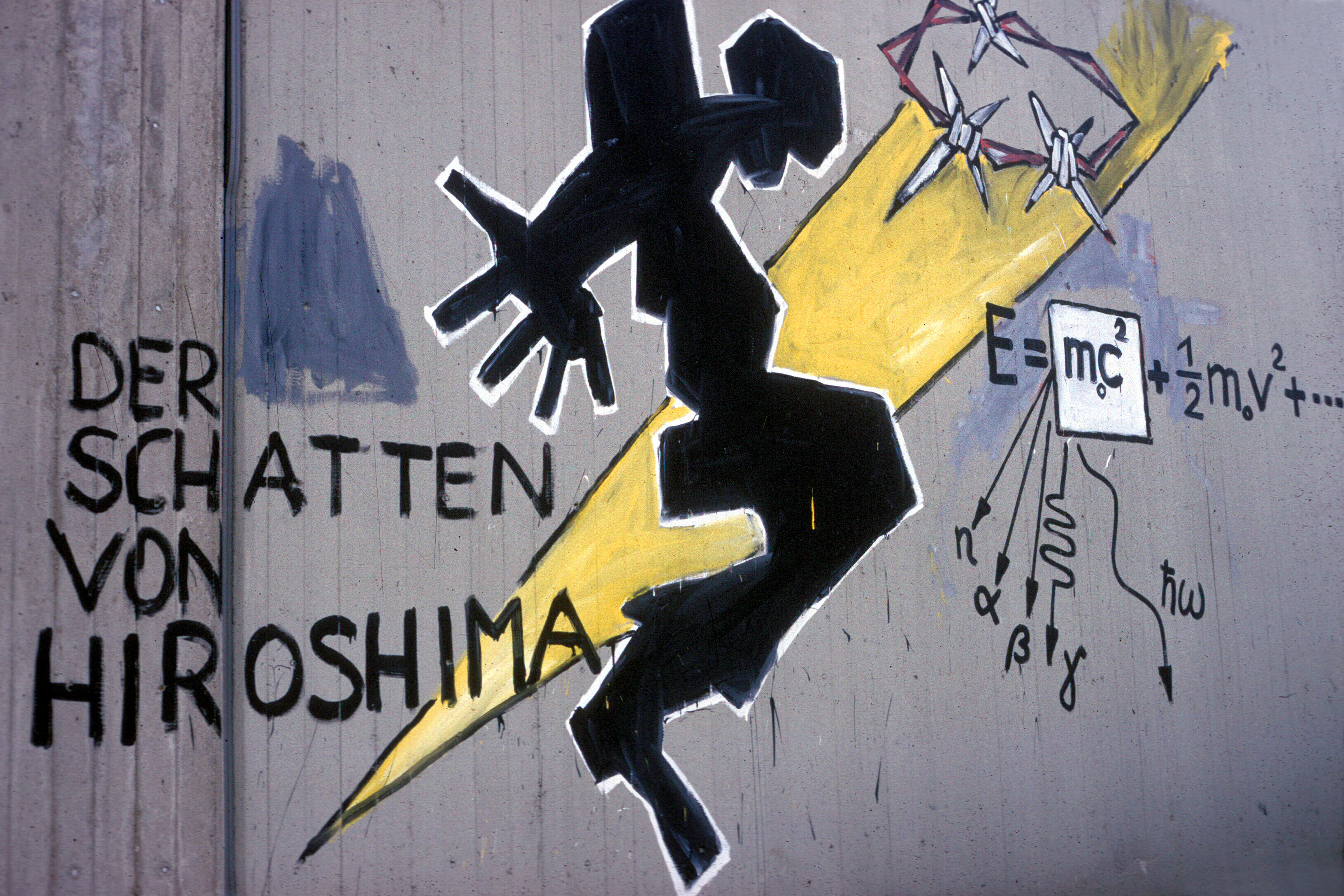
Graffito in Aachen
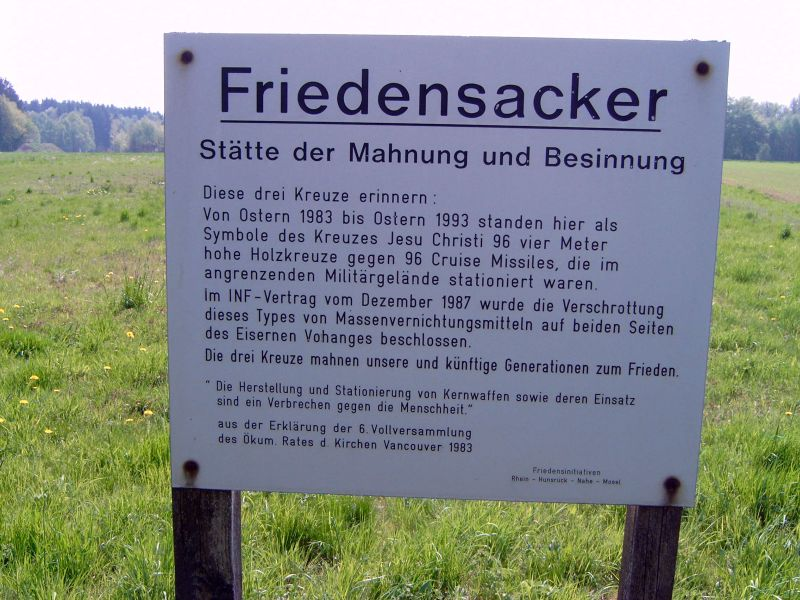
Schild Friedenskreuz Bell (Hunsrück)
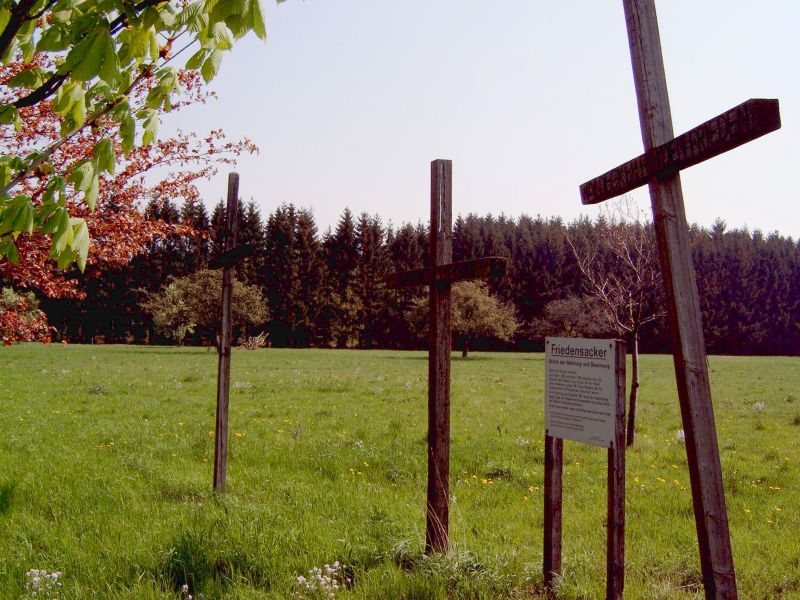
Kreuze am Friedensacker Bell (Hunsrück)
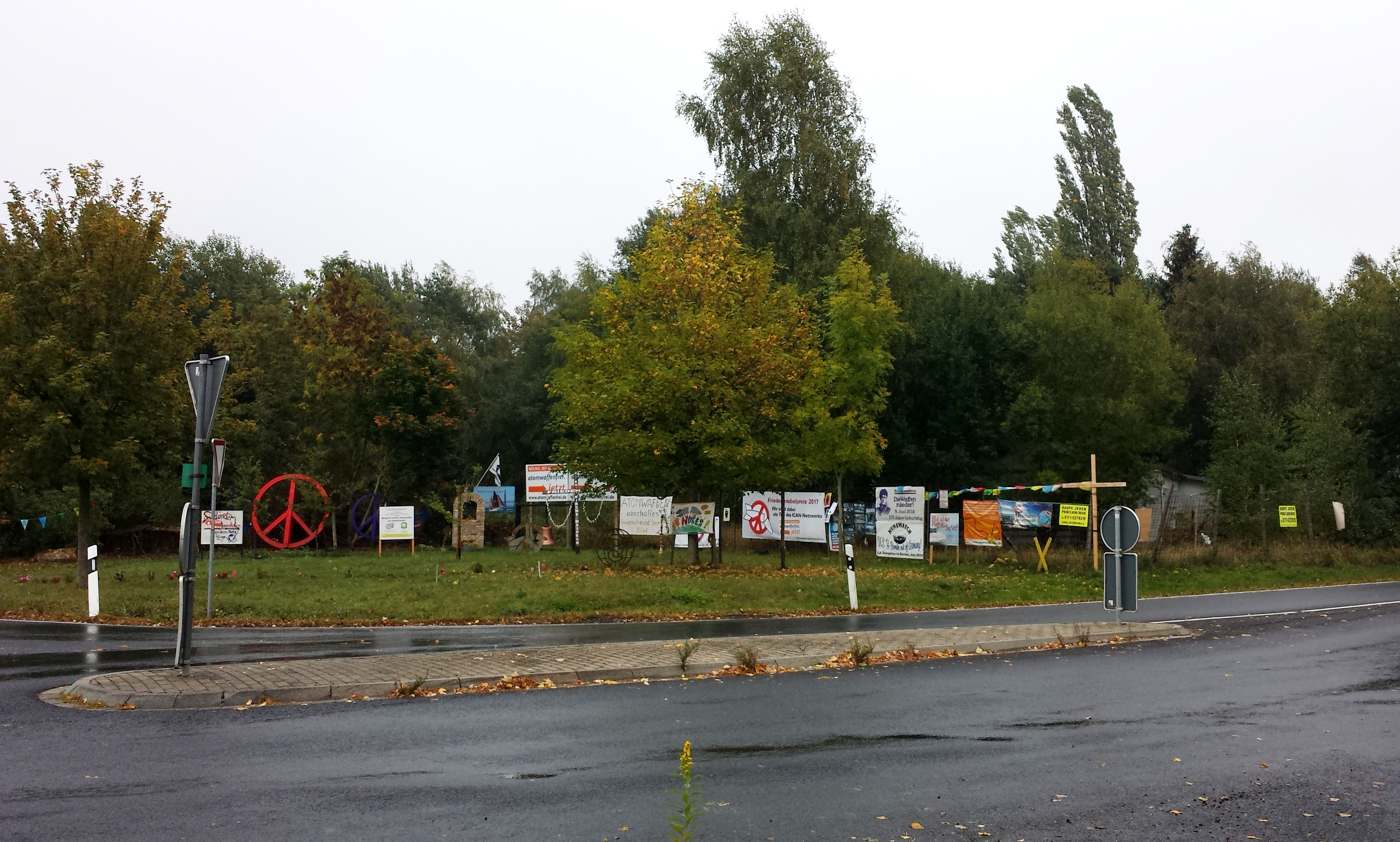
Dauerhafte Friedens-Mahnstätte vor dem Fliegerhorst Büchel

Im Rahmen der vielen Demonstrationen der Friedensbewegung kam es insbesondere bei den Aktivitäten gegen die Nachrüstung unter anderem zu Sitzblockaden und weiteren Aktionen, mit denen die Auslegung einzelner Bestimmungen des Strafgesetzbuches der Bundesrepublik von den Demonstranten im Sinne des Zivilen Ungehorsams bewusst und gewollt in Frage gestellt wurden. Bei der Mutlanger Heide wurden im Lauf der Jahre zusammengenommen nahezu 3.000 Blockierer festgenommen. Viele von ihnen wurden aufgrund des Vorwurfs der Nötigung und anderer Delikte vom zuständigen Amtsgericht Schwäbisch Gmünd zu Geldstrafen verurteilt, einzelne mussten wegen ihrer Weigerung, die Strafen zu bezahlen – oder im Wiederholungsfalle – Haftstrafen bis zu mehreren Monaten antreten.
Erst 1995 wurde schließlich aufgrund verschiedener Verfassungsbeschwerden die Gesetzesauslegung durch das Bundesverfassungsgericht (BVerfG) (AZ 1 BvR 718/89) modifiziert: „Die Auslegung des Gewaltbegriffs in § 240 Abs. 1 StGB durch die Strafgerichte [verstößt] gegen Art. 103 Abs. 2 GG.“ So die Verfassungsrichter in ihrer Urteilsbegründung. Im konkreten Fall der Sitzblockaden sei damit die Strafbarkeit der Handlung vor dem Hintergrund des Bestimmtheitsgrundsatzes des Artikels Art. 103 Abs. 2 des Grundgesetzes nicht gegeben, da eine Verwerflichkeit der Mittel in Verbindung mit der Verhältnismäßigkeit der Strafe unbestimmt, damit fragwürdig, und die Überdehnung des Gewaltbegriffs in § 240 StGB letztlich verfassungswidrig sei.
Der Bundesgerichtshof hob die Urteile gegen viele Blockierer daraufhin auf. Die bereits bezahlten Geldstrafen wurden bei Beantragung eines Wiederaufnahmeverfahrens zurückerstattet.
Aufgrund des BVerfG-Urteils von 1995 mussten tausende entsprechende Urteile, die im Zusammenhang mit Sitzblockaden vor vielen sonstigen militärischen Einrichtungen, Behörden, Atomkraftwerken oder bei anderen Demonstrationsanlässen in der Bundesrepublik im Lauf der Jahre ausgesprochen worden waren, revidiert werden.

## Deutsche Demokratische Republik
Das Militärbündnis Warschauer Pakt zwischen Albanien, Bulgarien, der Deutschen Demokratischen Republik (DDR), der Tschechoslowakei, Ungarn, Polen, Rumänien und der Sowjetunion bestand vom 14. Mai 1955 bis zur Auflösung 1991. Dieses Bündnis galt offiziell zunächst als Vertrag mit konventionellen Waffen. Erst im Nachhinein wurden auch nukleare Kriegspläne bekannt.
Erstmals wurden auf dem Gebiet der DDR in zwei Basen der sowjetischen GSSD 1958/59 kurzzeitig Nuklearraketen vom Typ R-5 stationiert.:236–241 Zu den bis 1991 auf dem Boden der DDR stationierten Kernwaffen zählten nukleare Freifallbomben für die Luftstreitkräfte und Nuklearraketen SS-12. Nach 1983 wurden 54 dieser Exemplare auf vier Standorte verteilt bekannt, diese sind jedoch 1988 im Rahmen des INF-Vertrags wieder abgezogen worden. Das Verhältnis in der DDR war dazu zwiespältig; vor der Bevölkerung wurden die Waffen geheim gehalten, der Abzug wurde mit Erleichterung aufgenommen. SED-Generalsekretär Erich Honecker bezeichnete sie als „Teufelszeug“. In den Sonderwaffenlagern zu Himmelpfort und Stolzenhain verwahrten die Streitkräfte der Sowjetunion von 1968 bis 1990 nukleare Sprengköpfe, die im Kriegsfall an die Nationale Volksarmee der DDR ausgegeben werden sollten. Ab dem 29. Juni 1991 war das Gebiet der ehemaligen DDR offiziell kernwaffenfrei.

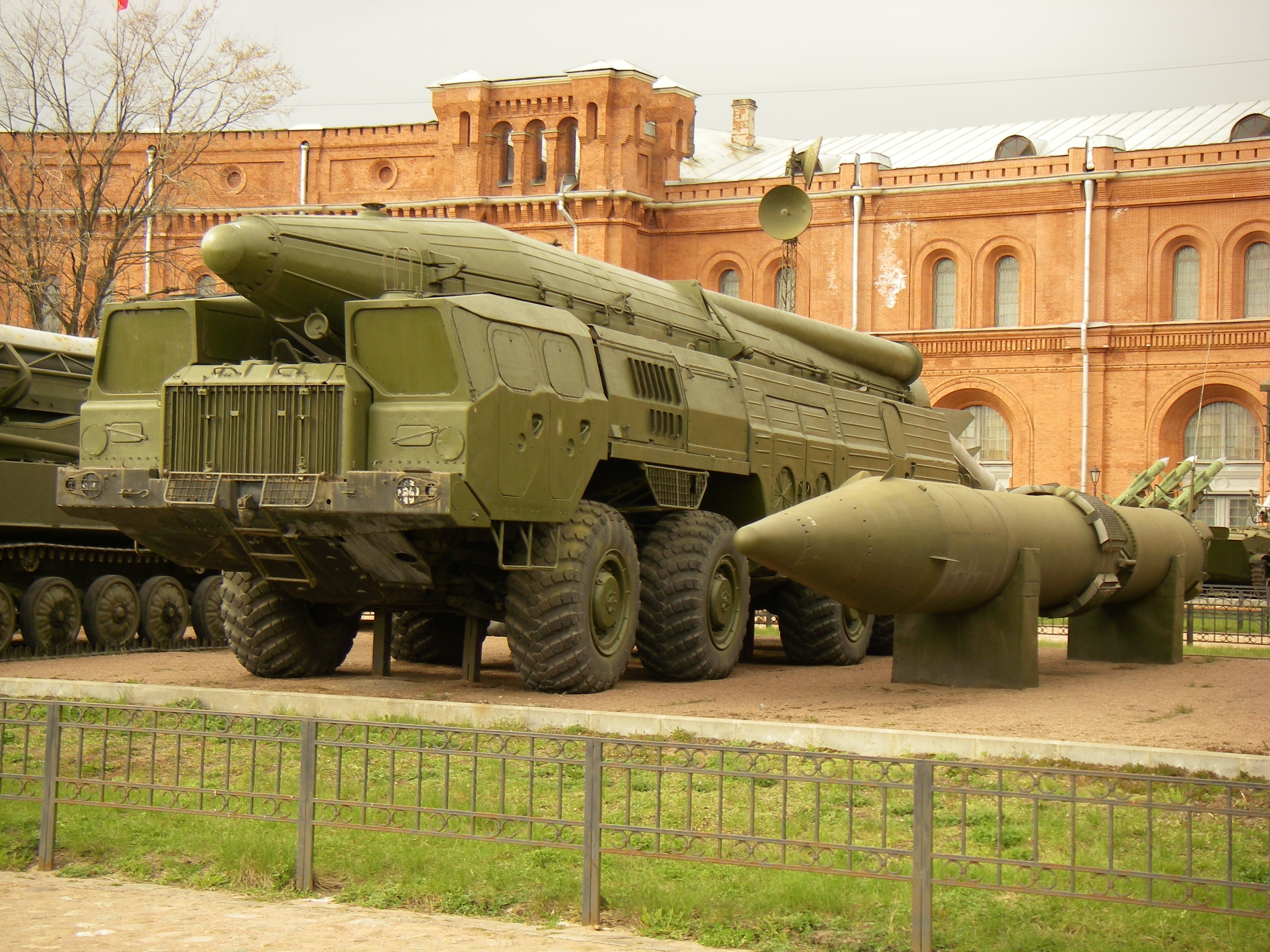
Sowjetische SS-12 im Museum in Sankt Petersburg
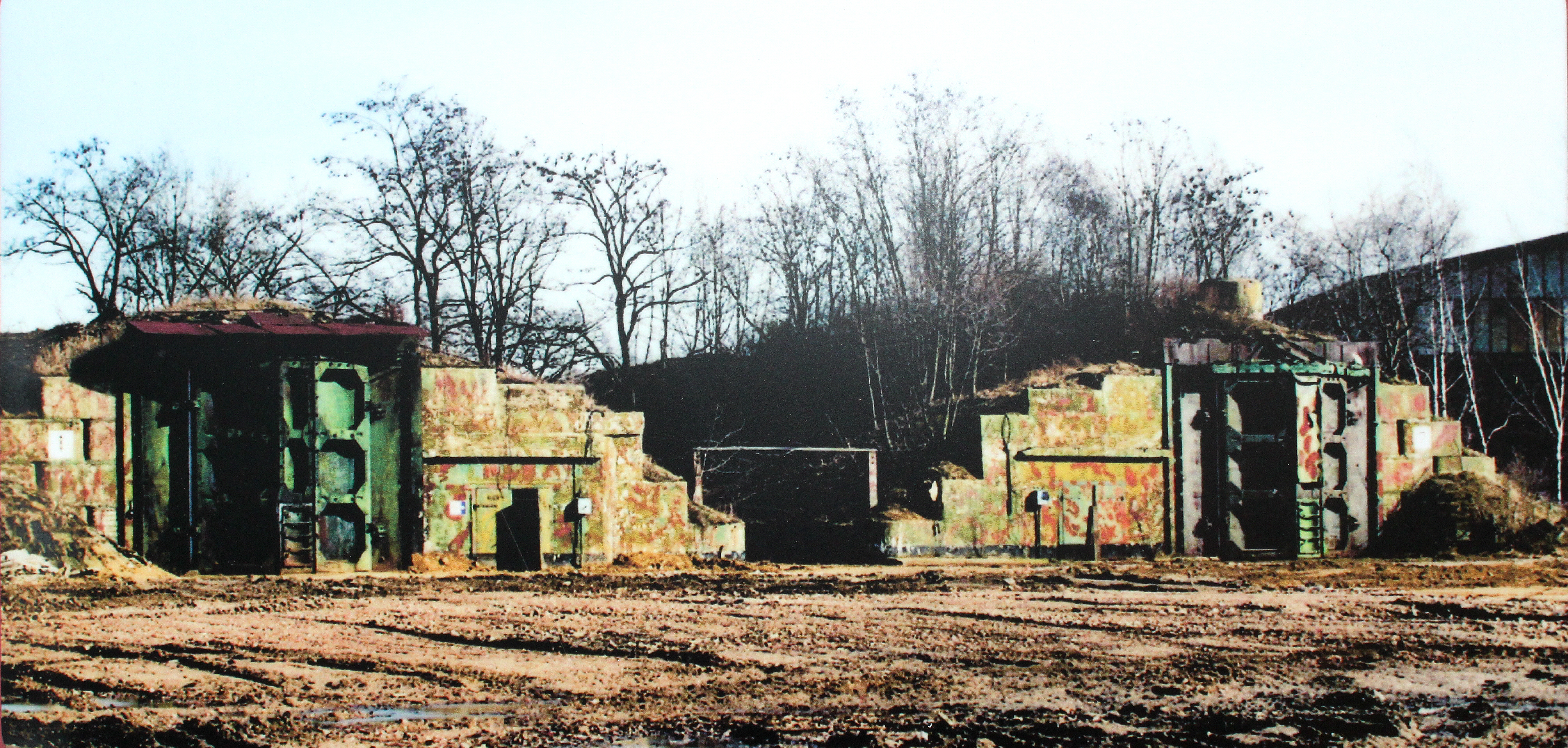
1993 durch die GSSD aufgegebene Bunker vom Typ „Granit“ in Großenhain
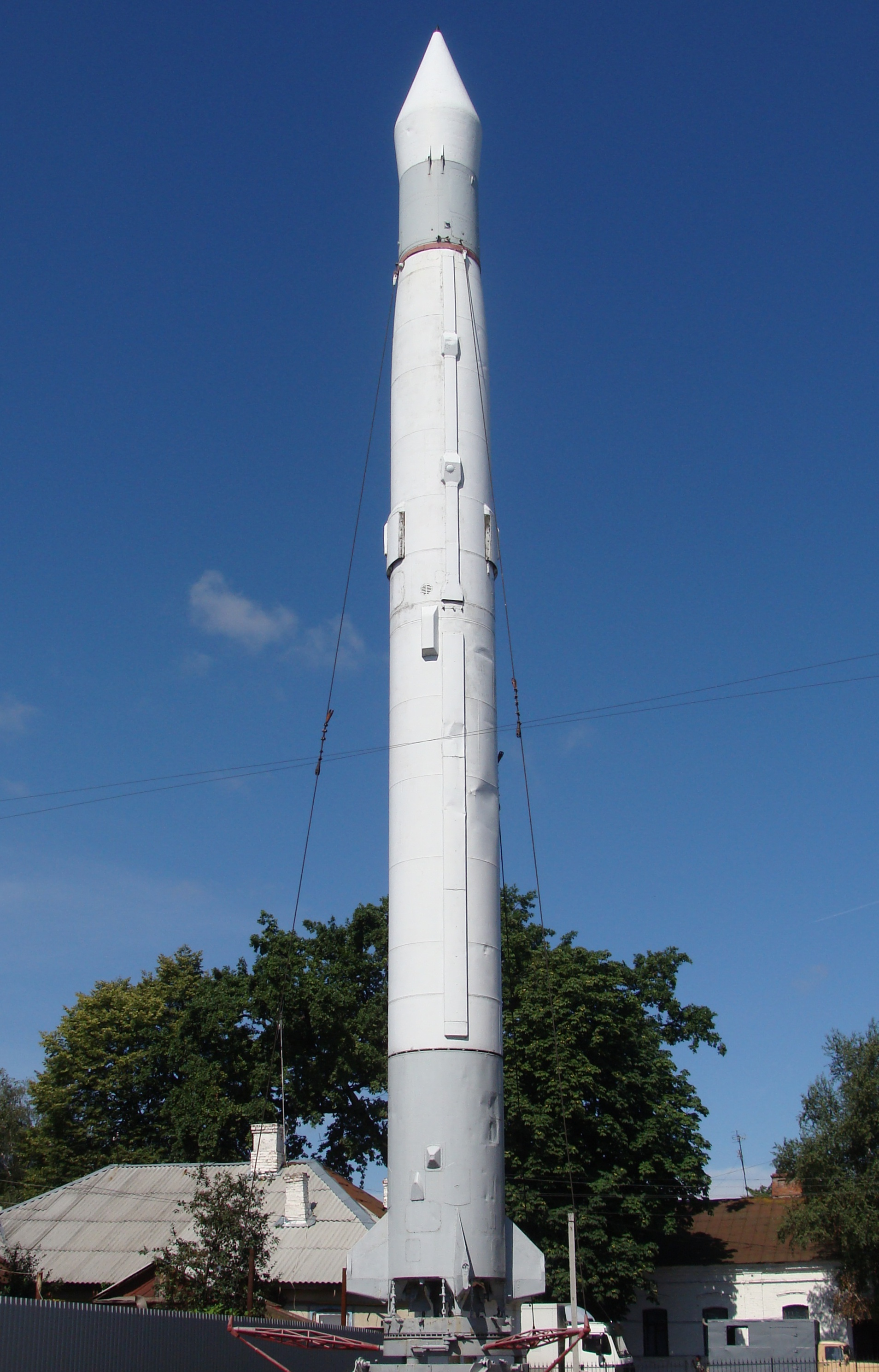
Sowjetische R-5 Rakete im Museum in der Ukraine

### Standorte
Standorte für diese Waffen waren unter anderem:

#### Brandenburg
| Bezeichnung                    | Landkreis          | von       | bis       | Waffen                                                              |
| ------------------------------ | ------------------ | --------- | --------- | ------------------------------------------------------------------- |
| Sonderwaffenlager Brand (⊙)    | Dahme-Spreewald    | 1962      | 1991      | 911. Jagdbombenfliegerregiment (Großenhain) nukleare Freifallbomben |
| Sonderwaffenlager Groß Dölln   | Uckermark          |           |           |                                                                     |
| Sonderwaffenlager Finsterwalde | Elbe-Elster        |           | 1991      |                                                                     |
| Sonderwaffenlager Fürstenberg  | Oberhavel          | 1958      | 1959      | R-5M = 72. Ingenieurbrigade                                         |
| Sonderwaffenlager Himmelpfort  | Oberhavel          | 1968      | 1990      | auch: Lychen II; nukleare Sprengköpfe                               |
| Sonderwaffenlager Stolzenhain  | Elbe-Elster        | 1968      | 1990      | nukleare Sprengköpfe                                                |
| Sonderwaffenlager Werneuchen   | Landkreis Barnim   |           | 1991      |                                                                     |
| Sonderwaffenlager Wittstock    | Ostprignitz-Ruppin |           |           |                                                                     |
| Sonderwaffenlager Vogelsang    | Oberhavel          | 1958 1983 | 1959 1988 | R-5M = 72. Ingenieurbrigade nukleare Sprengköpfe                    |

#### Sachsen
| Bezeichnung                   | Landkreis | von  | bis  | Waffen |
| ----------------------------- | --------- | ---- | ---- | ------ |
| Operationsbasis Bischofswerda | Bautzen   | 1984 | 1988 | SS-12  |
| Operationsbasis Königsbrück   | Bautzen   | 1983 | 1988 | SS-12  |
| Sonderwaffenlager Großenhain  | Meißen    |      | 1991 |        |

#### Mecklenburg-Vorpommern
| Bezeichnung                 | Landkreis                   | von  | bis  | Waffen |
| --------------------------- | --------------------------- | ---- | ---- | --- |
| Sonderwaffenlager Lärz      | Mecklenburgische Seenplatte | 1963 | 1991 | nukleare Freifallbomben                                                                                   |
| Sonderwaffenlager Warenshof | Mecklenburgische Seenplatte | 1983 | 1988 | auch: OpBasis Warenshof = GS 675. u. 806. RAbtlg (Warenshof) / GS 152. GRBrig (Warenshof, Waren (Müritz)) |
| Sonderwaffenlager Wokul     | Mecklenburgische Seenplatte | 1983 | 1988 | auch: OpBasis Wokuhl = GS 229. RAbtlg (Strelitz-Alt) / WGS 152. GRBrig (Warenshof, Waren (Müritz))        |

#### Sachsen-Anhalt
| Bezeichnung                                          | Landkreis                 | von      | bis               | Waffen |
| ---------------------------------------------------- | ------------------------- | -------- | ----------------- | --- |
| Bewegliche Raketentechnische Basis Halle (Saale)     | Halle (Saale)             | ca. 1965 | 1989/1990 (1991?) | Lager für nukleare Sprengköpfe und Träger der taktischen Raketeneinheiten der 8. Gardearmee (Rote Armee) für die Waffensysteme FROG (Rakete) und SS-21 Scarab; Feldpostnummer 38673           |
| 1648. Bewegliche Raketentechnische Basis Altengrabow | Landkreis Jerichower Land | ca. 1965 | Juni 1991         | Lager für nukleare Sprengköpfe der Raketeneinheiten der 3. Stoßarmee sowie Lager für nukleare Artilleriemunition für Waffensysteme FROG (Rakete), R-17 und SS-21 Scarab; Feldpostnummer 57851 |

#### Thüringen
| Bezeichnung                 | Landkreis        | von | bis  | Waffen                  |
| --------------------------- | ---------------- | --- | ---- | ----------------------- |
| Sonderwaffenlager Altenburg | Altenburger Land |     | 1991 | nukleare Freifallbomben |

## Deutschland nach der Wiedervereinigung

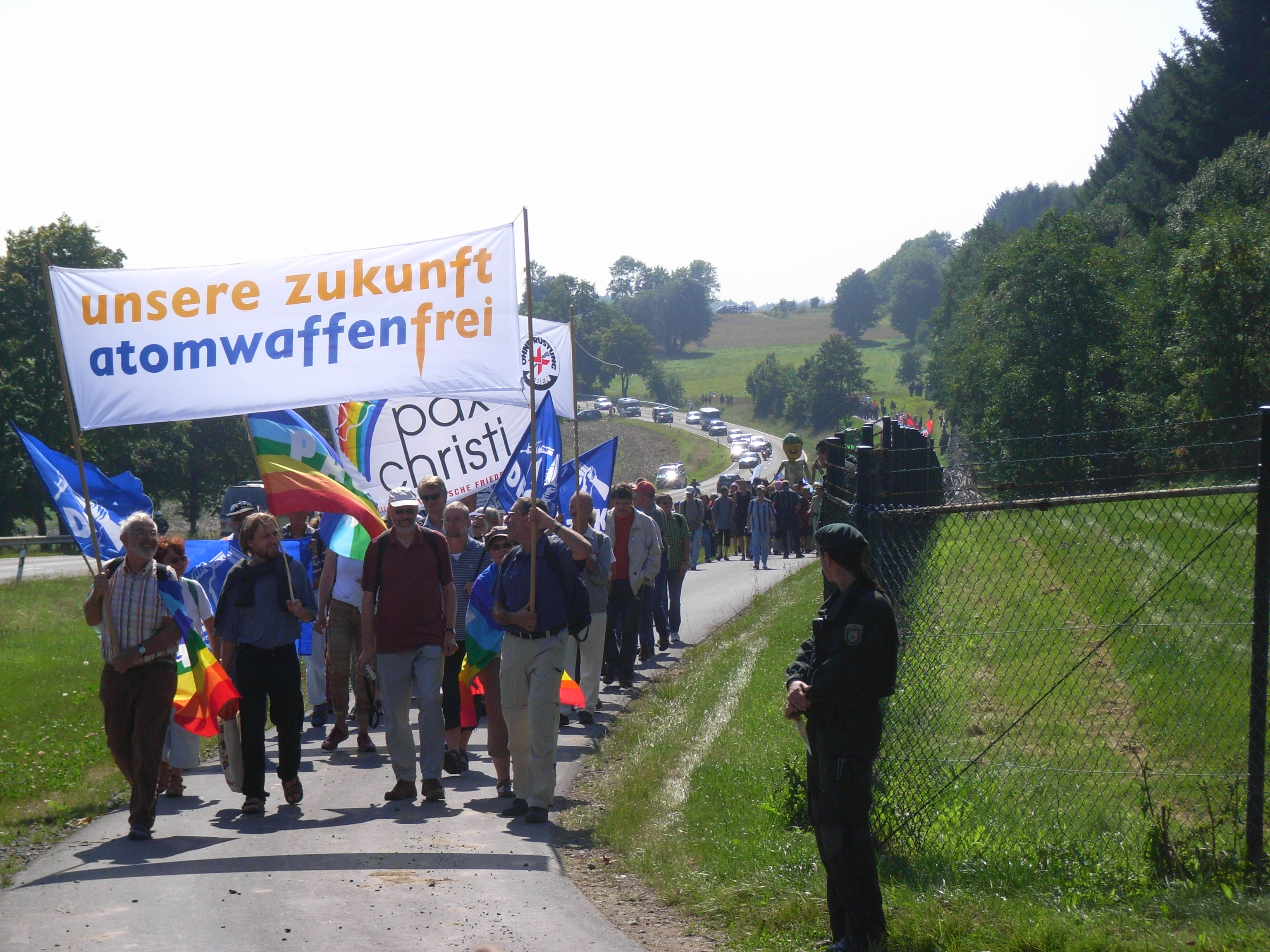
Demonstration in Büchel, 30. August 2008

Deutschland bekräftigte im Zuge der Deutschen Wiedervereinigung seinen Verzicht auf Herstellung und Besitz von und auf Verfügungsgewalt über atomare Waffen im Artikel 3 Absatz 1 des Zwei-plus-Vier-Vertrages. Dieser trat am 15. März 1991 in Kraft und zugleich der Deutschlandvertrag außer Kraft. Der Zwei-plus-Vier-Vertrag begründet jedoch keine zusätzliche rechtliche Pflicht, sondern bleibt nur „deklaratorisch“. Somit ist der Atomwaffensperrvertrag der maßgebliche Vertrag, in dem Deutschland auf Kernwaffen verzichtet.
Das Gebiet der ehemaligen DDR war ab dem 29. Juni 1991 offiziell von sowjetischen Kernwaffen geräumt.
Am 8. Juli 1996 entschied der Internationale Gerichtshof, dass der Einsatz und die Androhung des Einsatzes von Atomwaffen grundsätzlich völkerrechtswidrig seien; ob Androhung und Einsatz in einem extremen Fall von Selbstverteidigung zulässig seien, ließ das Gericht ausdrücklich offen. Mit Artikel VI Atomwaffensperrvertrag hat sich jede Vertragspartei verpflichtet, in redlicher Absicht Verhandlungen zu führen über wirksame Maßnahmen zur Beendigung des nuklearen Wettrüstens in naher Zukunft und zur nuklearen Abrüstung sowie über einen Vertrag zur allgemeinen und vollständigen Abrüstung unter strenger und wirksamer internationaler Kontrolle.
Die amerikanischen Atomwaffen in Europa werden derzeit auf Flugplätzen in Deutschland, Belgien, den Niederlanden, in Italien, der Türkei und in Großbritannien nach dem Weapon Storage and Security System WS3 in unterirdischen Gruben eingelagert. Eine interne Untersuchung der US Air Force ergab 2008, dass die „meisten Anlagen“ den Sicherheitsbestimmungen des Verteidigungsministeriums nicht entsprachen.
Zurzeit gilt der Fliegerhorst Büchel als letzter Standort für Atomwaffen in Deutschland. Es lagern hier 20 Bomben des Typs B61, wie 2010 die Veröffentlichung von Depeschen US-amerikanischer Botschaften durch WikiLeaks aufzeigte.
Bundesaußenminister Frank-Walter Steinmeier verlangte im April 2009 den Abzug aller US-Atomwaffen aus Deutschland. Im Koalitionsvertrag der Unionsparteien und der FDP sagte die Bundesregierung 2009 den Abzug der Atomwaffen aus Büchel zu. Im Oktober 2009 forderte Guido Westerwelle im Wahlkampf den Abzug der letzten Atomwaffen. Bundeskanzlerin Angela Merkel bestand jedoch darauf, dass die Verhandlungen über den Abzug der Raketen gemeinsam mit den anderen NATO-Ländern und keinesfalls im Alleingang durchgeführt werden sollen. Als Bundesminister des Auswärtigen begann Westerwelle die Debatte erneut im Februar 2010 mit einem Brief an die NATO.
Insbesondere distanzierte sich Christoph Heusgen, Ministerialdirigent im Kanzleramt und außen- und sicherheitspolitischer Berater Merkels, gegenüber den US-Diplomaten ausdrücklich von den Forderungen Westerwelles, so laut eines Memorandums vom 12. November 2009, das während des Cablegates veröffentlicht wurde. Die Koalitionsvereinbarung, alle Kernwaffen in Deutschland zu entfernen, sei durch Guido Westerwelle erzwungen worden, ergebe aber keinen Sinn.
Gegen die Stationierung legte die Friedensaktivistin Elke Koller nach Abstimmung mit der IALANA im April 2010 Klage gegen die Bundesregierung vor dem Verwaltungsgericht Berlin ein, das die Klage an das Verwaltungsgericht Köln weiterleitete. Das Verwaltungsgericht in Köln wies die Klage mit Urteil vom 19. Juli 2011 als unzulässig ab.
Die Strategie der NATO soll weiter auf Kernwaffen setzen. Im Mai 2010 wurden entsprechende Empfehlungen veröffentlicht. Im November 2010 wurden sie beschlossen: „… as long as there are nuclear weapons in the world, NATO will remain a nuclear Alliance.“
Am 26. März 2010 beschloss der Bundestag mit breiter Mehrheit: „Der Deutsche Bundestag fordert die Bundesregierung auf, sich auch bei der Ausarbeitung eines neuen strategischen Konzepts der NATO im Bündnis sowie gegenüber den amerikanischen Verbündeten mit Nachdruck für den Abzug der US-Atomwaffen aus Deutschland einzusetzen.“
Im März 2012 wies der Spiegel darauf hin, dass der Fliegerhorst Büchel aufgegeben werden soll und die Bundesregierung von einem Rückzug der Atomwaffen aus Deutschland ausgehe. Im August 2012 wurde allerdings bekannt, dass die USA eine Modernisierung plant und Deutschland Tornado-Kampfflugzeuge zum Abwurf der Bomben bis 2024 einsatzfähig halten will.
Im November 2013 meldete der Spiegel, die US-Regierung wolle die Atomwaffen in Deutschland ab 2020 mit runderneuerten B61-12-Bomben modernisieren.
Im Mai 2014, nach der völkerrechtswidrigen Annexion der Krim durch Russland, bestätigte die Bundesregierung auf Anfrage der Grünen, dass die USA ihre Atombomben in Deutschland einem sogenannten „Lebensdauerverlängerungsprogramm“ unterzogen hätten, ohne darüber mit der Bundesregierung zu verhandeln. Außerdem soll die Bundesrepublik mit mehreren Millionen Euro die Erneuerung des atomaren Waffenlagers in Büchel unterstützen.
Im September 2015 wurde bekannt, dass die USA 20 neue amerikanische Atombomben vom Typ B61-12 in Büchel deponieren werden, welche deutlich zielgenauer sind als die bisher dort gelagerten. Im Kriegsfall sollen deutsche Tornado-Piloten die Angriffe mit den US-Bomben fliegen. Maria Sacharowa, Sprecherin des russischen Außenministeriums, erklärte:„Uns beunruhigt, dass Staaten, die eigentlich keine Atomwaffen besitzen, den Einsatz dieser Waffen üben, und zwar im Rahmen der Nato-Praxis der Nuklearen Teilhabe. Das ist eine Verletzung der Artikel 1 und 2 des Vertrages über die Nichtverbreitung von Atomwaffen.“
An den Gesprächen der Open-Ended Working Group der UNO 2016 nahm die deutsche Bundesregierung zwar teil, stimmte in der UN-Vollversammlung 2016 jedoch gegen die Einberufung einer Verhandlungskonferenz.
Am 27. März 2017 begannen UN-Verhandlungen zu einer Ächtung von Atomwaffen als erstem Schritt zu einer Nuklearwaffenkonvention. Um die Bundesregierung aufzufordern daran teilzunehmen, startete gleichzeitig – in Fortsetzung früherer Protestaktionen – eine 20-wöchige Aktionspräsenz am Luftwaffenstützpunkt Büchel unter anderem mit einem Dauercamp am Haupttor, Mahnwachen, Diskussionen, kulturellen Aktionen und Aktionen des zivilen Ungehorsams. Ziele waren außerdem der Stopp der nuklearen Aufrüstung durch Modernisierung und der Abzug der Atomwaffen aus Deutschland. Ähnliche Aktionen fanden 2018 statt, unter Bezug auch auf den inzwischen angenommenen Atomwaffenverbotsvertrag und die Verleihung des Friedensnobelpreises 2017 an die daran maßgeblich beteiligte Internationale Kampagne zur Abschaffung von Atomwaffen.
In zwei von Greenpeace in Auftrag gegebenen Umfragen im Jahr 2018 und 2019 sprachen sich jeweils 84 % der Deutschen für einen Abzug der amerikanischen Atomwaffen aus Deutschland aus.
Die Atomwaffen wurden Ende August 2019 vom Fliegerhorst Büchel in Rheinland-Pfalz mit einer C-17-Transportmaschine für zwei Tage in die USA gebracht. Dort wurde ein Software-Update der Waffensysteme aufgespielt. Dadurch war Deutschland für etwa 48 Stunden atomwaffenfreie Zone.
Im Ernstfall sollen die Atomwaffen von Tornados der Bundeswehr abgeworfen werden. Das Bundesministerium der Verteidigung (BMVg) verkündete im März 2022, den Atomwaffenträger Tornado, durch 35 F35-A für die nukleare Teilhabe, sowie 15 Eurofighter ECR für die elektronische Kampfführung zu ersetzen. Ursprünglich war vorgesehen, dass der Tornado durch insgesamt 45 F-18 ersetzt werden sollte.
Die etwa 20 Bomben vom Typ B61-4 in Büchel sollen durch modernere und präzisere B61-12-Bomben ersetzt werden sobald diese verfügbar sind. Mit Stand 2025 war unklar, ob dies bereits erfolgt ist.
Die Alternative für Deutschland (AfD) diskutierte 2022 über die Option eigenständiger nuklearer Fähigkeiten. Laut Rüdiger Lucassen, dem verteidigungspolitischen Sprecher der AfD, braucht Deutschland eigene Atomwaffen, also außerhalb der nuklearen Teilhabe.